# Halogaland

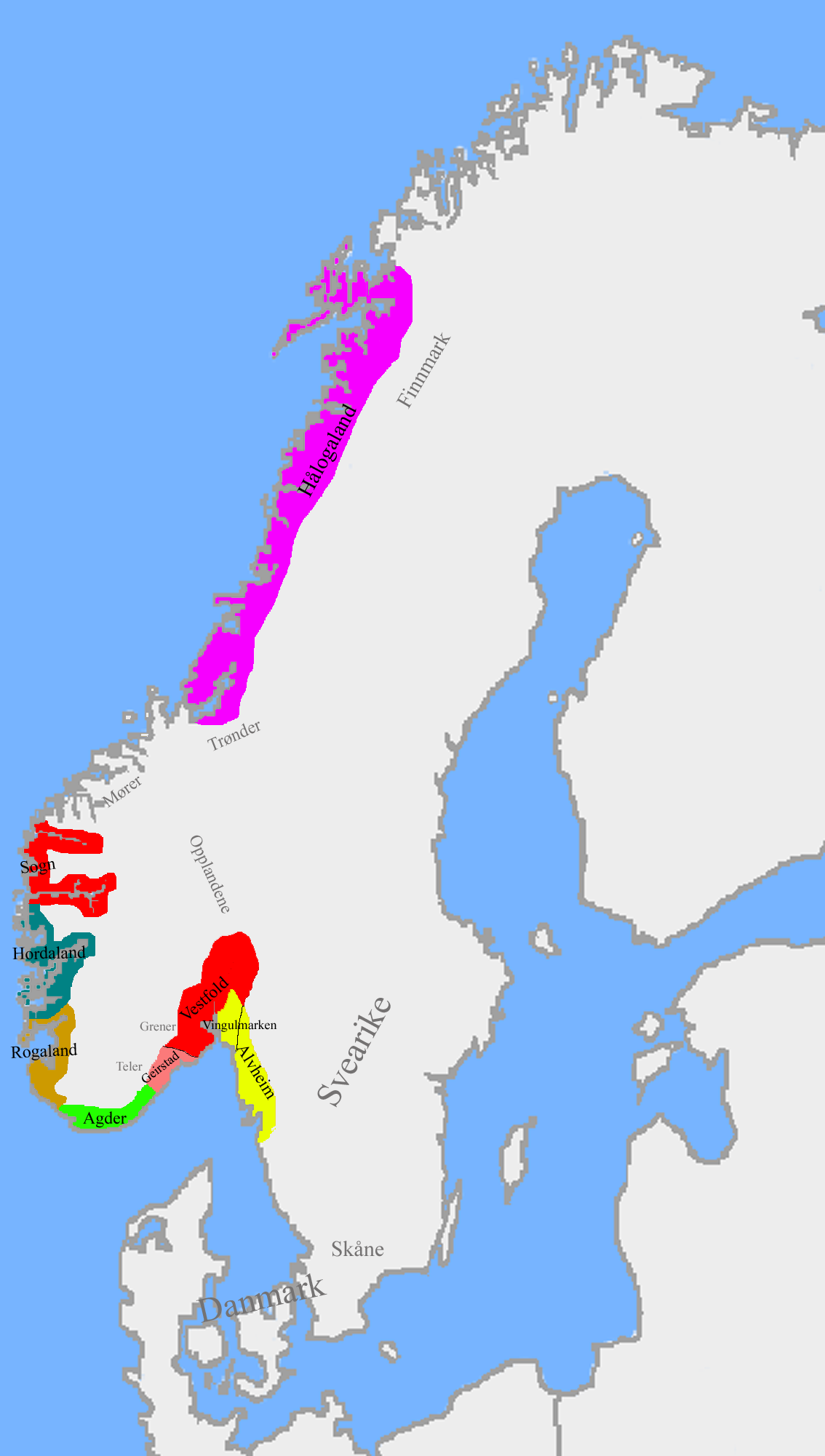
Hålogaland, entre os reinos viquingues da Noruega, por volta do ano 860

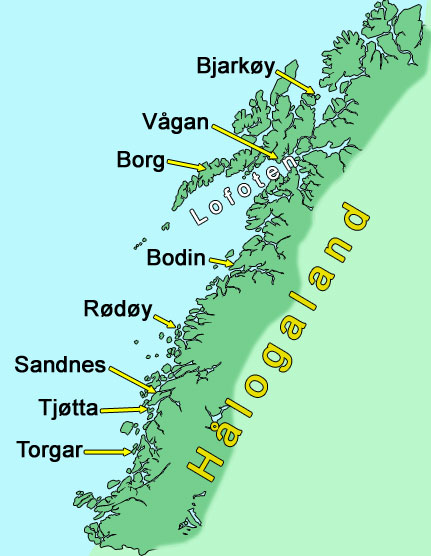
Hålogaland, por volta do ano 1000

Hålogaland, Halogalanda ou Halogalândia (em latim: Halogalandia) é o nome histórico da "Noruega do Norte", região de contornos imprecisos imersa num passado lendário. Antes da chegada do cristianismo ao país, era um "pequeno reino" independente. Na Idade Média, era o condado (fylke) mais ao norte do país, compreendendo o atual condado de Nordelândia e a maior parte do condado de Troms. É possível que aí tenha existido mesmo um "tribunal popular" (lagting) em Vågan, mas pouco é conhecido sobre tal. Hoje em dia, o termo é utilizado para o tribunal de apelação de Hålogaland lagmannsrett, abrangendo a Nordelândia, Troms e Finamarca, além das ilhas de Esvalbarda e Jan Mayen.

## Etimologia e uso
O nome geográfico Hålogaland deriva de Hálogaland, um nome em nórdico antigo de significado incerto, mas derivado possivelmente de háleygir, um povo residente na região. Em textos em português parece ser mais usada a forma Hålogaland, ocasionalmente transliterada para Halogaland, e raramente como Halogalândia.